# Enterococcus faecalis
Enterococcus faecalis (früher als Streptococcus faecalis bezeichnet) ist ein im Darm von Menschen und Tieren vorkommendes grampositives Bakterium. Die Katalase-negativen Kokken sind häufig paarweise oder in Kettenform angeordnet. Es sind anspruchslose Organismen, die sowohl einen anaeroben als auch aeroben Stoffwechsel aufweisen.

## Merkmale
Auf Blutagar kann man eine α-, β- oder keine Hämolyse beobachten. Enterococcus faecalis ist weitgehend resistent gegenüber Gallensalzen und Optochin. Es ist hitzestabil (Wachstum bei 37 °C), sowie salztolerant (Wachstum in 6,5%iger NaCl-Lösung). Außerdem hydrolysieren sie Äskulin. Sie tragen das Lancefield-Gruppen-D-Antigen, aber die Extraktion des Antigens ist schwieriger als bei den Streptokokken, da Enterokokken mehr Teichonsäure und weniger Polysaccharid aufweisen.

## Klinische Bedeutung
Es sind sowohl pathogene als auch apathogene Stämme bekannt. Bisher konnten weder Toxine noch andere virulente Faktoren nachgewiesen werden, plasmid-übertragenes Hämolysin könnte eine Rolle spielen.
Die pathogenen Stämme verursachen nosokomiale Infektionen bei Personen mit geschwächtem Immunsystem. Weiterhin können eine Endokarditis, sowie Blasen-, Prostata- und Nebenhodeninfektionen ausgelöst werden. Der Befall des Nervensystems ist selten. Bei mangelnder Hygiene oder Schwächung des Immunsystems kann auch eine Scheidenentzündung (Vaginose) durch Enterococcus faecalis induziert werden. E. faecalis ist für etwa 90 % der durch Enterokokken verursachten Infektionen verantwortlich.
Behandelt werden Infektionen mit Enterococcus faecalis mit Ampicillin (auch mit zusätzlicher Gabe von Gentamicin). Alternative Antibiotika sind Mezlocillin, Piperacillin und Vancomycin.
Bei einigen Stämmen des Bakteriums wurden Antibiotikaresistenzen gegenüber Chloramphenicol (Cmr), Erythromycin (Emr), Tetracyclin (Tcr) und Minocyclin (Mnr) nachgewiesen. Vorwiegend in Krankenhäusern wurden bei 13 % der Bakterienstämme Resistenzen gegen Ampicillin gefunden. Von 676 untersuchten Stämmen weisen nur 0,1 % eine Amoxicillinresistenz auf.

## Synonyme
Im Jahre 1984 wurden die Arten Streptococcus faecalis und Streptococcus faecium der Gattung Enterococcus zugeordnet (neu Enterococcus faecalis und Enterococcus faecium).